# Królowa serc (wenezuelska telenowela)
Królowa serc (hiszp. Reina de Corazones) – wenezuelska telenowela z 1998 roku wyemitowana przez RCTV. W rolach głównych Emma Rabbe i Roberto Mateos.

## Wersja polska
W Polsce telenowela była emitowana po około 22 minuty, liczba odcinków wynosiła zatem 246, a nie 123. Telenowela była emitowana od 11 stycznia 2001 do 5 lipca 2001 w TVP Regionalna.

## Fabuła
Modelka Marlene Paez podejmuje decyzję o zakończeniu kariery. Wyjeżdża do rodzinnego miasteczka Solomon, by odzyskać roponośne tereny niegdyś należące do jej rodziców. Przybywa tam również ksiądz Santiago Porras, były narzeczony Marlene, który właśnie w Salomon ma spełnić posługę kapłańską.

## Obsada
- Emma Rabbe jako Marlene Paez/Sara
- Roberto Mateos jako Santiago Porras
- Ricardo Álamo jako Jean Paul
- Alberto Alifa jako Ojciec Barrientos
- César Bencid jako Berensejo
- Dad Dáger jako Catalina Monsalve
- Dessideria D'Caro jako Maria Gracia
- Albi De Abreu jako Federico
- Paola Eagles jako Dulce
- Freddy Galavis jako Juvenal
- Javier Gómez jako Germán Andueza
- Luke Grande jako Bartolo
- Francisco Guinot jako Ojciec Servillo
- Carlos Guillermo Haydon jako Adriano Vicentelli
- Jeanette Lehr jako Elsa Navarro
- Tomas Henriquez jako Fulgencio Cruz
- Kiara jako Luisa Elena
- Maria Luisa Lamata jako Socorro
- Daniel Lugo jako Ramiro Vega
- Prakriti Maduro jako Dayana
- Roberto Moll jako Odilo Santos
- Denise Novell jako Isabela Cotala
- Amalia Perez Diaz jako Solvencia
- Jennifer Rodriguez jako Julieta Carolina
- Jose Romero jako Gandica
- Tania Sarabia jako Zoila Guerra
- Carolina Tejera jako Mesalina
- Beatriz Valdes jako Salomé de Santos
- Conchita D`Angelo jako Sandra